# Calais
För andra betydelser, se Calais (olika betydelser).

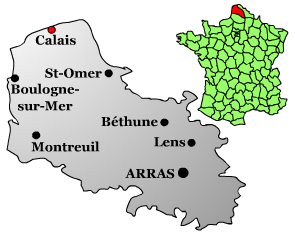
Lägeskarta

Calais är en kommun och hamnstad i departementet Pas-de-Calais i Frankrike, belägen vid Doverkanalen, där Engelska kanalen är som smalast. År 2022 hade Calais 67 585 invånare.
Staden och regionen var länge den viktigaste strategiska hållpunkten för England i norra Frankrike. Den är även känd som den plats där de allierade hade lurat den tyska försvarsledningen om att en invasion skulle äga rum, fastän Normandie blev det valda området för Operation Overlord.

## Historia

### Tidig historia
De första källorna som nämner området är från romarna, som talar om en boplats vid namn Caletum. Julius Caesar uppbådade mellan 800 och 1 000 segelbåtar, fem legioner och 2 000 hästar till Calais för dess strategiska läge inför en attack av Britannia. Calais  kom att få ett upplyft av greven av Flandern år 997, och befästes av greven av Boulogne år 1224.

### 2000-talet: migrationsproblem
Sen 1999 eller tidigare, har ett ökande antal migranter och flyktingar kommit till Calais, där de blir bosatta i Calais-djungeln, smeknamnet för de undermåliga flyktinglägeren som finns där nu. Folket i lägren försöker desperat att ta sig till Storbritannien med de lastbilar, färjor, bilar och tåg som åker från hamnen i Calais eller Kanaltunneln. De som uppehåller sig i lägren är en blandning av flyktingar, asylsökande och ekonomiska flyktingar från Darfur, Afghanistan, Syrien, Irak, Eritrea och andra oroliga områden i världen.
Flyktingkrisen i Calais ledde till en eskalerande konflikt mellan Storbritannien och Frankrike under sommaren 2015. Storbritannien anklagade Frankrike för att inte stoppa migranter från att ta sig genom tunneln eller hoppa över de stängsel som finns längs med gränsen. Den brittiske premiärministern David Cameron förklarade att illegala flyktingar skulle avslägsnas från Storbritannien även om de korsade kanalen.

## Befolkningsutveckling
Antalet invånare i kommunen Calais
| Referens: INSEE |

## Sport
SES Calais vann Coupe de France i volleyboll 1993/1994 och har som bäst blivit trea i högsta serien.

## Galleri

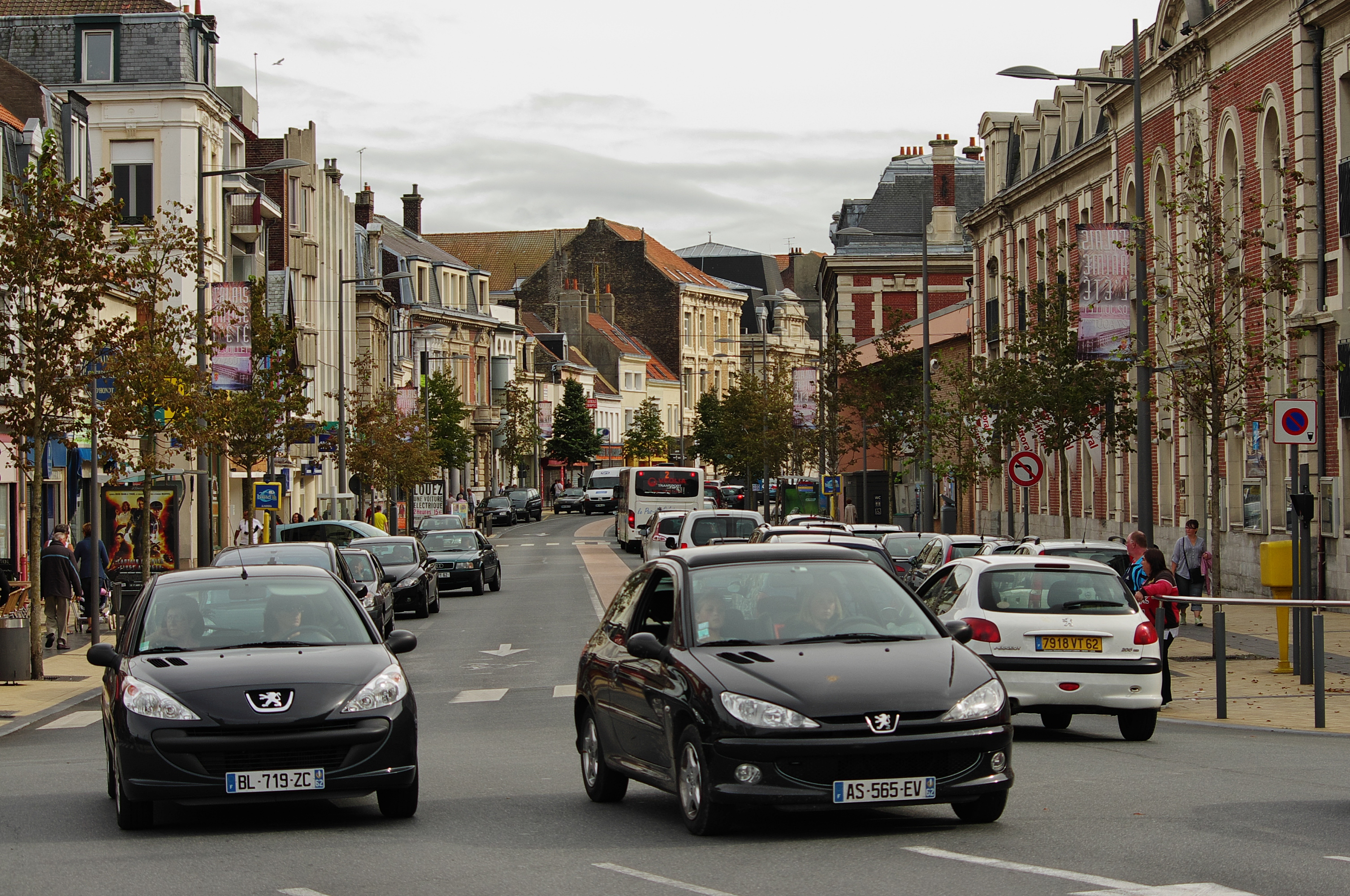
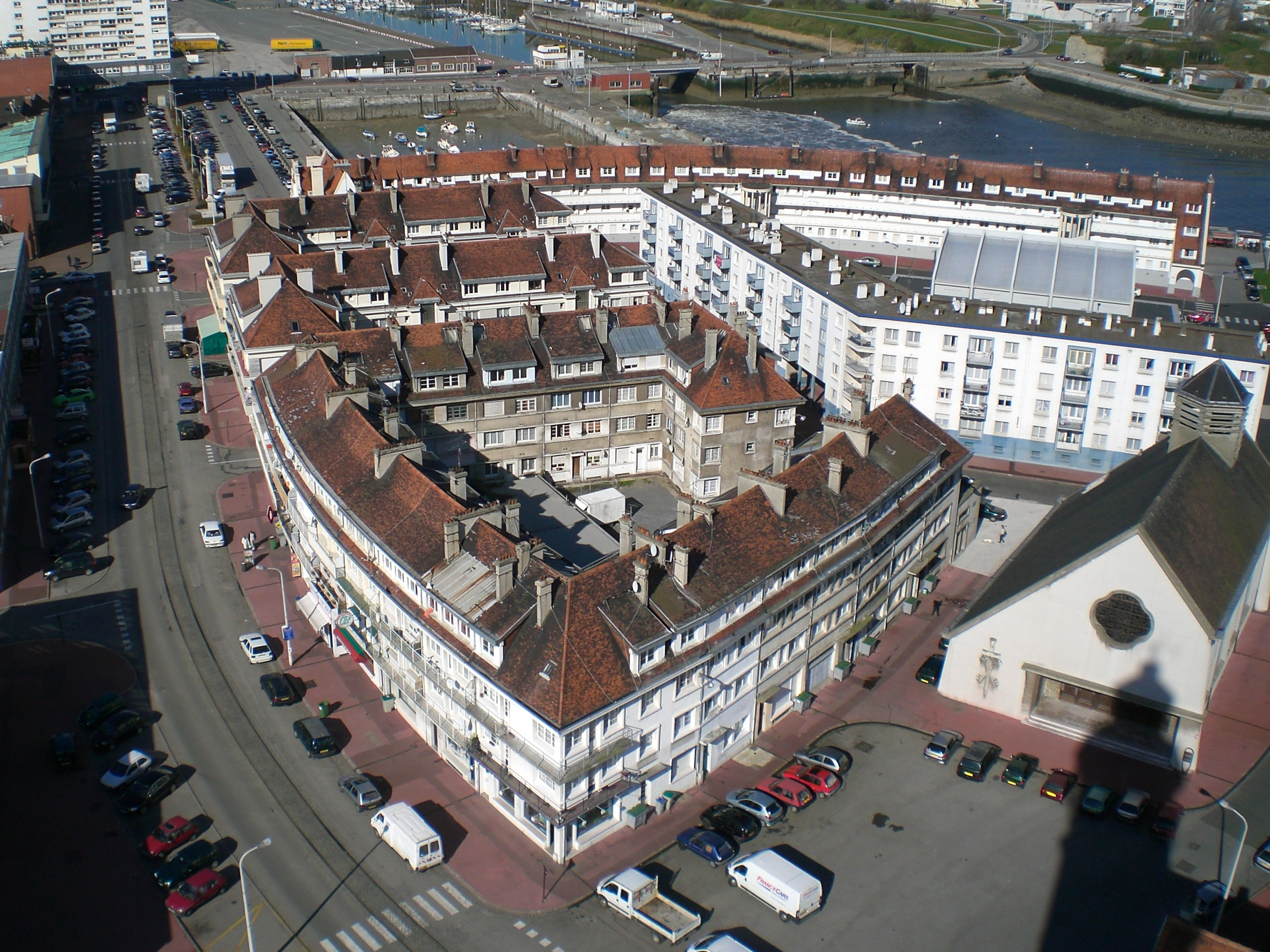
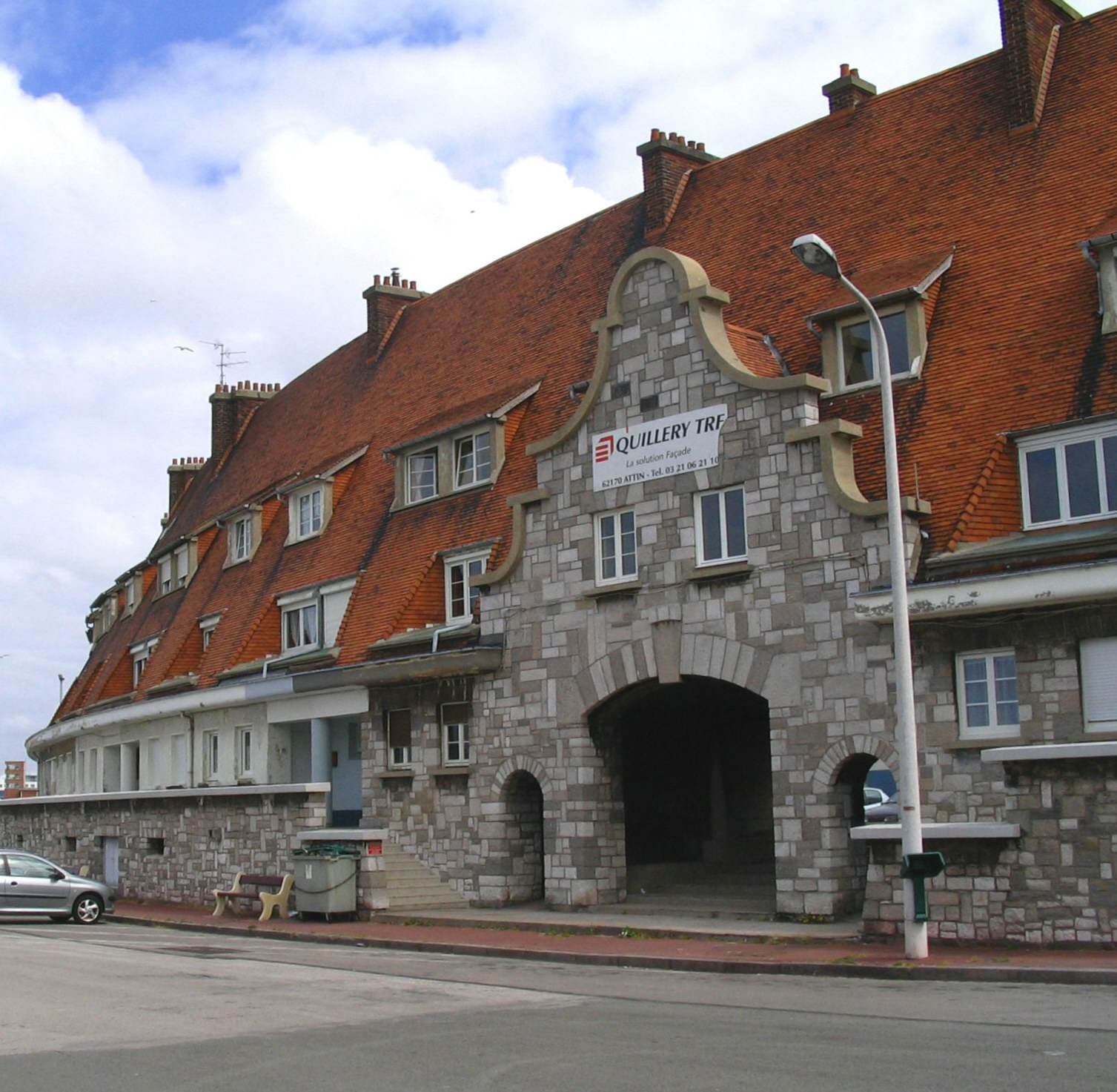
Bostadshus
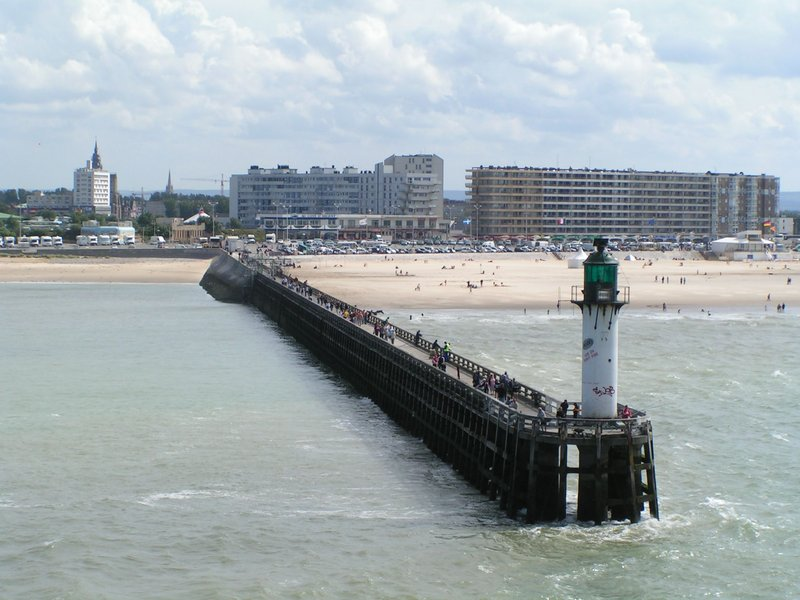
Piren
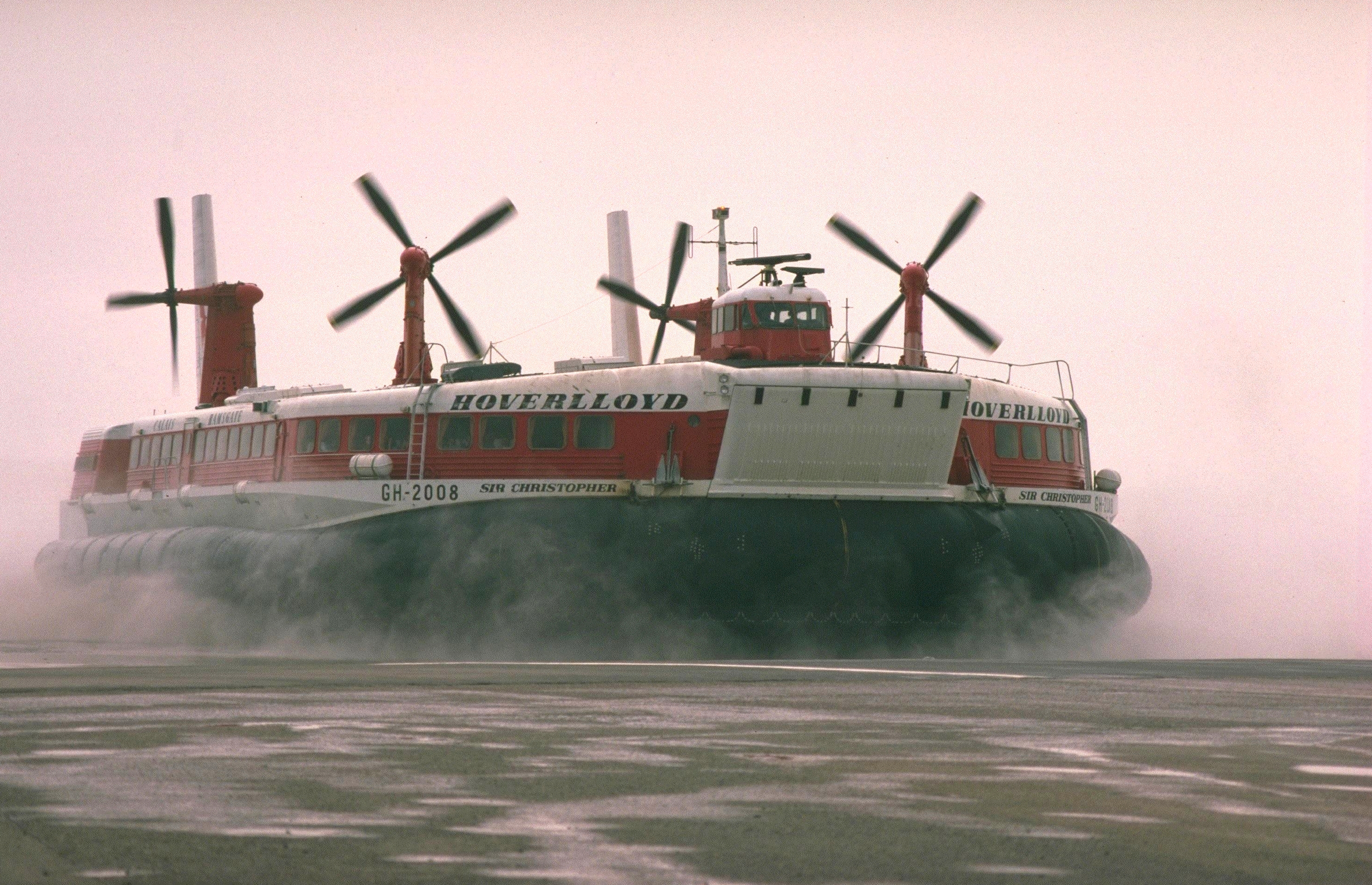
Svävarfarkost i linjetrafik över Engelska kanalen